# Bang & Olufsen
Bang & Olufsen (B&O, NASDAQ OMX: BO B) er en dansk virksomhed, der designer, udvikler og markedsfører et udvalg af Hi-Fi produkter; herunder musiksystemer, højtalere, og fjernsyn, som kombinerer ny teknologi med design, kvalitet og brugervenlighed.
Bang & Olufsen har hovedsæde i Struer, men er repræsenteret i mange lande med både butikker, produktion, leverandører og salgspartnere. Koncernen har 1.000 medarbejdere over hele verden og egne butikker i mere end 70 forskellige lande og omsatte i 2020/2021 for 2,6 mia. kr.
Bang & Olufsens aktier er noteret på NASDAQ OMX Copenhagen og CEO er Kristian Teär.

## Forretningsområde og brand

### Forretningsområde
Bang & Olufsen er opbygget over to forretningsområder; et til privatkunder og et til erhvervskunder. Privatkunde-området består af AV og B&O Play, som dækker over audio- og videoprodukter, der sælges under Bang & Olufsen-brandet over hele verden. Erhvervskunde-området består af automotive og ICE-power, som dækker over lydsystemer til biler og digitale forstærkerenheder.

### Brand og design
Virksomheden er med tiden blevet internationalt kendt for sit design, og produkterne er eksklusive – også på grund af den tekniske udvikling. I 1934 fremstillede Bang & Olufsen Hyberdo 5 RG Steel, en gulvstående radiomodel i funktionalistisk design med krom og sortlakerede sider. Radioapparatet Beolit 39 så dagens lys i julen 1938. Det var et af de første radioapparater lavet i presset bakelit. Samtidigt introducerede Bang & Olufsen produktnavnet "Beo...", som kendetegner et Bang & Olufsen-produkt. Peter Bang havde selv formgivet Beolit 39.
I 1960'erne og 70'erne var den kendte designer Jacob Jensen hovedmanden bag produktdesignet. I begyndelsen af 1980'erne blev David Lewis chefdesigner for virksomheden. Der er skabt mange designklassikere, som har givet virksomheden en række hædersbeviser og pladser på udstillinger. Blandt andet findes en del produkter permanent udstillet på Museum of Modern Art (MOMA) i New York. Bang & Olufsen har også udviklet eksklusive bilradiosystemer til Audi, Aston Martin, BMW, Ford og Mercedes-Benz.

## Historie
Bang & Olufsen blev grundlagt i Struer i 1925 af Peter Bang og Svend Olufsen – to ingeniører, der havde helliget sig lydgengivelse i høj kvalitet. Virksomhedens motto er: At skabe er at leve. Takket være Peter Bangs initiativ og evner begyndte Bang & Olufsen at producere højttalere og mikrofoner og fra 1928 også radioapparater, som ikke kørte på batterier, men på strøm fra stikkontakten.
I slutningen af 2. verdenskrig sprængtes fabrikken i Struer. Der var tale om schalburgtage. Formentlig fordi flere af firmaets medarbejdere var aktive i modstandsbevægelsen. Bag eksplosionen stod en gruppe, der ifølge politirapporten, handlede efter ordre fra Gestapo. For at hurtigt komme i gang igen producerede fabrikken elektriske barbermaskiner, da det var enklere at fremstille dele til dem. Barbermaskiner var i sortimentet fra 1945 til 1955.
I 1952 kom Bang & Olufsens første TV-apparat (TV 508 S "Trillebøren") på markedet. I 1958 introduceredes et fleksibelt modulsystem udformet af arkitekten Ib Fabiansen, der kombinerede TV, radio og højttalere.
I 1967 kom "Beovision 3000 Colour", virksomhedens første farve-tv og i 1974 den første fjernkontrol. Siden da er brandet blevet et ikon for kvalitet og design i kraft af en lang tradition for godt håndværk kombineret med højteknologisk forskning og udvikling.
På Struer Museum åbnede i 2008 en stor udstilling med en lang række af B&O's produkter. B&O's historie vises kronologisk, og der er mulighed for at se, høre og røre nye og gamle apparater.
I 2013 lancerede Bang & Olufsen The Living Room Tour, som er et officielt samarbejde med kendte musikere. The Living Room Tour startede med Paul McCartney, som i en live video-session med Bang & Olufsen svarede på spørgsmål fra fans og gav optræden på skærmen den 15. oktober 2013. Interviewet med McCartney bruges samtidigt til at lancere nye produkter for Bang & Olufsen.

### Administrerende direktør siden 1925
1975-1981 Olav Grue
1981-1991 Vagn Andersen
1991-2001 Anders Knutsen
2001-2008 Torben Ballegaard Sørensen
2008-2011 Kalle Hvidt Nielsen
2011-2016 Tue Mantoni
2016-2019 Henrik Clausen

2019- Kristian Teär

## Produkter

### Lydsystemer
- Beosound 5 Encore – musikafspiller.
- Playmaker – streamingenhed.
- BeoPlay A9 (B&O Play) – trådløs højttaler.
- Beolit 12 (B&O Play) – trådløs og transportabel musikafspiller.
- BeoPlay A8 (B&O Play) – stereohøjttalere.
- BeoSound 4 – kompakt musiksystem.

### Højttalere
- BeoLab 2 – aktiv subwoofer.
- BeoLab 3 – aktiv højttaler.
- BeoLab 5 – aktiv højttaler.
- BeoLab 9 – aktiv højttaler.
- BeoLab 11 – bashøjttaler.
- Beolab 14 – surround højttalersystem.
- Beolab 15 & 16 – indbygningshøjttalere.
- BeoLab 12 – digitale gulvstander-højttalere.
- BeoLab 4000 – aktiv højttaler.
- BeoLab 6002 – aktiv højttaler.
- BeoLab 8002 – aktiv højttaler.
- BeoVox 1 – vægindbygget passiv højttaler.
- BeoVox 2 – vægindbygget passiv højttaler.
- BeoLab 4 – aktiv højttaler.
- BeoLab 4PC – aktiv højttaler tilsluttet computer.
- BeoLab 7-4 – aktiv højttaler til surround sound set-up fra TV.
- BeoLab 7-1, 7-2 og 7-6 –  hi-fi TV-akustik højtaler.
- BeoLab 10 – højttaler til TV.
- BeoLab 3500 – generel BeoLink højttaler til fjernkontrol.
- BeoPlay – trådløs højttaler.

### Telefoner
- Form 2 (B&O Play) – ultra-tynde hovedtelefoner i stereo.
- Earphones (B&O Play) – fleksible høretelefoner.
- H3 (B&O Play) – små høretelefoner.
- Earset 3i (B&O Play) – fleksible høretelefoner.
- H6 (B&O Play) – store hovedtelefoner.
- BeoCom 2 – stationær trådløs telefon.
- BeoCom 5 – stationær trådløs telefon.
- BeoCom 6000 – stationær trådløs telefon.

## Billeder
- Beolit 39 fra 1938 var B & O's første radio med et kabinet i Bakelit.
- Grammofonen BEOGRAM 2402.
- "Beo4" fjernbetjening til alle B&O-produkter, der kan fjernbetjenes.
- Telefonen Beocom 2000, 1989-2000.[6]
- BeoVision tv og
BeoLab 14
- En Bang & Olufsen-butik i Firenze.